# Belippo anguina
Belippo anguina là một loài nhện trong họ Salticidae.
Loài này thuộc chi Belippo. Belippo anguina được Eugène Simon miêu tả năm 1910.